# Spätere Zhou-Dynastie
Die Spätere Zhou-Dynastie (chinesisch 後周 / 后周, Pinyin Hòu Zhōu, 951 – 960) war die letzte Dynastie während der Periode der Fünf Dynastien und Zehn Königreiche in der chinesischen Geschichte. Im Frühjahr 951 (Chinesischer Kalender Januar) usurpierte Guo Wei (郭威) den Kaiserthron von der Dynastie der Späteren Han und errichtete diejenige der Späteren Zhou. 960 putschte Zhao Kuangyin (趙匡胤 / 赵匡胤,  Zhào Kuāngyìn), ließ sich zum Kaiser ausrufen und beendete die Zeit der Späteren Zhou. Insgesamt stellte die Spätere Zhou-Dynastie drei Kaiser und dauerte 10 Jahre. Die Hauptstadt der Späteren Zhou war Kaifeng.
Das Territorium der Späteren Zhou beinhaltete die heutigen Provinzen Henan, Shandong, den südlichen Teil von Shanxi, den mittleren und südlichen Teil von Hebei, den mittleren Teil von Shaanxi, den nördlichen Teil von Hubei sowie Gebiete von Anhui und Jiangsu nördlich des Jangtsekiang.

## Beginn
Der erste Kaiser der Späteren Zhou, Guo Wei, war ein ranghoher General in der Späteren Han-Dynastie und enger Vertrauter des ersten Kaisers der Späteren Han, Liu Zhiyuan (劉知遠). Als Liu starb, befahl er seinen fähigsten Ministern und Generälen, seinem Sohn und Nachfolger Liu Chengyou (劉承祐 / 刘承祐) zu helfen. Auf Befehl von Liu unterdrückte Guo Wei mehrere Rebellionen im Reich. Zugleich war Guo ein sehr charismatischer und fürsorglicher Führer für seine Untergebenen, deswegen war er sehr beliebt bei seinen Soldaten. Währenddessen fühlte sich der Kaiser von den Ministern und Generälen, die sein Vater ihm zur Seite gestellt hatte, in seiner Handlungsfreiheit stark eingeschränkt. So begann er diese einen nach dem anderen aus dem Weg zu räumen. Guo Wei war zu dieser Zeit gerade auf einem Feldzug, fühlte sich von diesen Aktionen direkt bedroht und begab sich mit seiner Armee zurück zur Hauptstadt. Liu wertete den Zug als eine Rebellion und ließ alle Familienangehörigen von Guo töten, die sich zu der Zeit gerade in der Hauptstadt aufhielten. Guo besetzte die Hauptstadt binnen Tagen, ließ seine Soldaten die Stadt plündern und tötete den Kaiser.
Um nicht direkt den Ruf eines Usurpators zu erhalten, ließ er zuerst einen Verwandten der Kaiserfamilie als Kaiser ausrufen, sich selbst begab er nach Norden zu einem Feldzug gegen die Liao-Dynastie. In Wirklichkeit schickte er heimlich Soldaten aus, um den neuen designierten Kaiser zu töten. Dann ließ er seine Soldaten ihn bedrängen, den Kaisertitel anzunehmen. Nach einem theatralischen Hin und Her von einem Monat tat er so, als ob er genötigt würde, den Kaiserthron zu besteigen.

## Reform und Innenpolitik
Nach der Thronbesteigung begann Guo Wei eine Reihe von Reformen. Er reduzierte die Fronarbeit und Steuer, manche schaffte er gänzlich ab. Zugleich disziplinierte er die Armee und reformierte die Verwaltung, um Korruption und Misswirtschaft zu bekämpfen.
Nach dem Tod von Guo Wei wurde sein Adoptivsohn und designierter Nachfolger Chai Rong (柴榮 / 柴荣) Kaiser. Guo Wei hatte keinen leiblichen Sohn, und Chai Rong war verwandtschaftlich gesehen ein Neffe von ihm. Chai Rong setzte die Politik seines Adoptivvaters fort. Die Regierungen der beiden Zhou-Kaiser führten zur gewaltigen Entwicklung der Wirtschaft in ihren Herrschaftsgebieten, gleichzeitig wurde die Armee schlagkräftig.
Die beiden Zhou-Kaiser zählen zu den sehr seltenen, sparsamen Kaisern in der chinesischen Geschichte. Das Grab von Guo Wei zum Beispiel hat nur eine Steintafel, nicht einmal einen Grabhüter hatte er einstellen lassen.

## Einigungskrieg
Als Chai Rong den Thron bestieg, glaubten die Nördliche Han- und die Liao-Dynastie, diese Phase der inneren Unruhe von Zhou ausnutzen zu können, und beschlossen, vereint Zhou anzugreifen. Chai Rong führte seine Armee persönlich und traf den Gegner in der Schlacht von Gaoping (高平之战). Anfangs sah es nicht gut aus für Zhou, der rechte Flügel begann bereits zu wanken. Chai Rong setzte sich persönlich an die Spitze seiner Armee und konnte so die Situation retten. Am Ende des Tages ging er als Sieger hervor. Er trieb die flüchtenden Feinde vor sich her und verfolgte sie bis Taiyuan.
Danach begann er, nach Süden zu expandieren. Von 955 bis 958 griff er das Südliche Tang-Reich dreimal an. Er zwang den Tang-Herrscher, seinen Kaisertitel niederzulegen und Zhou als seinen Souverän anzuerkennen. Ferner musste Tang alle Gebiete nördlich des Yangtsekiang an Zhou abgeben.
Nachdem er seinen Rücken freigehalten hatte, zog Chai Rong 959 wieder gen Norden, um Liao anzugreifen. Binnen zwei Monaten erreichte seine Armee beinahe das heutige Peking. Dann erkrankte er plötzlich schwer und starb kurz danach.
Während der acht Jahren der Regierungszeit der ersten beiden Zhou-Kaiser konnten sie das Gebiet am Lauf vom Gelben Fluss sowie nördlich des Yangtsekiang vereinigen. Nach Norden gewann er viele Gebiete zurück, die die Spätere Jin-Dynastie an Liao abgegeben hatte. Die Wirtschaft und Produktion in seinem Staatsgebiet erholte sich. Das alles war die Basis für die Song-Dynastie, um China nach langer Spaltung wieder zu vereinigen.

## Untergang
Als Chai Rong starb, war sein Sohn und Nachfolger Chai Zongxun (柴宗訓 / 柴宗训) gerade sieben. Der Gardegeneral Zhao Kuangyin ließ Gerüchte verbreiten, dass Liao die Grenze angegriffen hatte und erhielt so den Befehl über die Armee, um gegen den Feind zu ziehen. In Chenqiao (陳橋 / 陈桥) jedoch putschte Zhao, wurde zum Kaiser ausgerufen und gründete die Song-Dynastie.

## Kaiser der Späteren-Zhou
| Tempelname (庙号) | Postumer Name ( Shi Hao 諡號)   | Geburtsname  | Regierungsjahre | Regierungsperioden (Nian Hao 年號) |
| ----------------- | ------------------------------- | ------------ | --------------- | ---------------------------------- |
| Taizu (太祖)      | Langzeichen: 聖神恭肅文武孝皇帝 | Guo Wei      | 951—954         | 廣順 951—954 顯德 954              |
| Shi Zong (世宗)   | 睿武孝文皇帝                    | Chai Rong    | 954—959         | 顯德 954—959                       |
|                   | Kaiser Gong (恭皇帝)            | Chai Zongxun | 959—960         | 顯德 959—960                       |